# Hunter - Ritorno alla giustizia
Hunter - Ritorno alla giustizia (Hunter: Return to Justice) è un film per la televisione del 2002, diretto da
Bradford May.

## Trama
Costretto a lasciare la polizia di Los Angeles dopo un'indagine finita male, il sergente Rick Hunter si trasferisce a San Diego, dove rincontra la sua compagna di un tempo Dee Dee McCall. Quando scopre che il promesso sposo di Dee Dee, candidato sindaco alla città, è un'ex spia del Kgb e si trova al centro di un'operazione di spionaggio, Hunter decide di rientrare in azione insieme alla sua collega di un tempo.

## Curiosità
- Secondo film TV ispirato alla famosa serie tv Hunter
- L'attore Charles Hallahan appare solo in scene di repertorio perché scomparso nel 1997.
- Negli Stati Uniti, il film è andato in onda la prima volta il 16 ottobre 2002 mentre in Italia il 24 gennaio 2004.